# Leopoldo Jiménez
Leopoldo Jiménez (Caracas, Distrito Federal, Venezuela, 22 de mayo de 1978) es un exfutbolista y entrenador venezolano que actualmente dirige al filial sub-15 del Orlando City de la Major League Soccer de Estados Unidos. Jugaba como centrocampista y su último equipo fue el Deportivo Anzoátegui de la Primera División de Venezuela.
Jiménez ha jugado en numerosos clubes extranjeros como el Once Caldas de Colombia, Córdoba CF de España, FC Alania Vladikavkaz de Rusia y el Aris Limassol de Chipre.

## Clubes
Clubes donde jugó:
| Club                  | País      | Año        | PJ  | Goles |
| --------------------- | --------- | ---------- | --- | ----- |
| Deportivo Italchacao  | Venezuela | 1997-2003  | 62  | 3     |
| UA Maracaibo          | Venezuela | 2003-2004  | 34  | 3     |
| Once Caldas           | Colombia  | 2004-2005  | 15  | 0     |
| Córdoba CF            | España    | 2005       | 18  | 0     |
| FC Alania Vladikavkaz | Rusia     | 2005-2006  | 9   | 0     |
| Deportivo Táchira     | Venezuela | 2006-2007  | 17  | 2     |
| Aris Limassol         | Chipre    | 2007-2008  | 13  | 0     |
| Estudiantes de Mérida | Venezuela | 2008       | 24  | 1     |
| Deportivo Italia      | Venezuela | 2008-2009  | 9   | 1     |
| Carabobo Fútbol Club  | Venezuela | 2010- 2013 | 101 | 4     |
| Deportivo Anzoategui  | Venezuela | 2014-2015  | 23  | 4     |

### Competiciones
| Competición                           | PJ  | Goles |
| ------------------------------------- | --- | ----- |
| Liga Venezolana                       | 150 | 10    |
| Copa Venezuela                        | 47  | 2     |
| Finales Primera División de Venezuela | 12  | 0     |
| Copa Libertadores                     | 9   | 1     |
| Copa Pre Libertadores                 | 2   | 0     |
| Copa Sudamericana                     | 0   | 0     |
| Selección Nacional                    | 74  | 2     |
| Total en su Carrera                   | 212 | 13    |

## Partidos con la selección de Venezuela

### Participaciones en Copa América
| Copa América      | Sede     | Resultado    | PJ | Goles |
| ----------------- | -------- | ------------ | -- | ----- |
| Copa América 1999 | Paraguay | Primera fase | 3  | 0     |
| Copa América 2001 | Colombia | Primera fase | 3  | 1     |
| Copa América 2004 | Perú     | Primera fase | 3  | 0     |

### Participaciones en eliminatorias mundialistas
| Eliminatorias     | Resultado | PJ | Goles |
| ----------------- | --------- | -- | ----- |
| Eliminatoria 2002 | 9° Lugar  | 10 | 0     |
| Eliminatoria 2006 | 8° Lugar  | 15 | 0     |

Partidos, Goles de Leo Jiménez en Selección de fútbol de Venezuela:
| Competición              | Partidos | Goles |
| ------------------------ | -------- | ----- |
| Copa América             | 9        | 1     |
| Eliminatorias al Mundial | 25       | 0     |
| Amistosos                | 40       | 1     |
| Total                    | 74       | 2     |